# Пустоіваннівська сільська рада
Пустоіва́ннівська сільська́ ра́да — орган місцевого самоврядування в Радивилівському районі Рівненської області. Адміністративний центр — село Пустоіванне.

## Загальні відомості
- Пустоіваннівська сільська рада утворена в 1940 році.
- Територія ради: 31,887 км²
- Населення ради: 1 275 осіб (станом на 2001 рік)

## Розташування
Територія, яка підпорядковується Пустоіваннівській сільській раді, межує з Козинською, Ситненською, Іващуківською, Жовтневою сільськими радами Радивилівського району.

## Історія
Рівненська обласна рада рішенням від 29 травня 2009 року у Радивилівському районі уточнила назву Пустоіванівської сільради на Пустоіваннівську.

## Населені пункти
Сільській раді підпорядковані населені пункти:
- с. Пустоіванне
- с. Гай
- с. Гусари
- с. Іванівка
- с. Рудня

## Склад ради
Рада складається з 16 депутатів та голови.
- Голова ради: Процик Валентина Василівна